# Bauria jezik
Bauria jezik (ostali nazivi: babri, badak, baori, basria, bawari, bawaria, bhoria, vaghri; ISO 639-3: bge), indoarijski jezik bhilske podskupine, kojim govori 248 000 ljudi (1999) u indijskim državama Punjab; Himachal Pradesh; Haryana; Chandigarh; Radžastan; Uttar Pradesh i Delhiju.
Pripadnici etničke grupe tradicionalno su lovci i sakupljači. Bilskoj podskupini pripada s još 18 jezika.

## Vanjske poveznice
- Ethnologue (14th)
- Ethnologue (15th)